# Amphinemura luteipes
Amphinemura luteipes är en bäcksländeart som beskrevs av Douglas E. Kimmins 1947. Amphinemura luteipes ingår i släktet Amphinemura och familjen kryssbäcksländor. Inga underarter finns listade i Catalogue of Life.